# Toompea
Toompea (németül: Domberg azaz Dómhegy) mészkőhegy Tallinn óvárosában. Mintegy 20–30 méternyire emelkedik a város fölé, területe kb. 400×250 méter. A hagyomány szerint a hegy a mitológiai hős Kalev sírdombja, amelyet gyászoló felesége emeltetett. Napjainkban itt található az észt kormány és a parlament székhelye. A Toompea az észt államiság egyik fontos szimbóluma.

## Története
Úgy tartják, hogy az első fából készült várat, Lindaniset a régi Rävala megye lakói építették a 10. vagy a 11. században. Valószínűleg ez volt az első lakott település a mai Tallinn területén.
1219-ben a várat dán keresztes lovagok foglalták el II. Valdemár vezetésével. A népszerű dán legenda szerint Dánia legelső zászlaja (Dannebrog) az égből esett le a várért vívott csata egy kritikus pillanatában és ez segítette győzelemre a dánokat.
A Castrum Danorumnak nevezett vár csúcsán a Pikk Hermann ("Hosszú Hermann") torony magasodik. A torony építését 1360-70 között kezdték el, majd a 16. században újjáépítették.
Az egymást követő uralmak során (Német Lovagrend, Svédország, Orosz Birodalom) Toompea saját igazgatású külön városként működött és képes volt megóvni különleges privilégiumait, amelyek közül az utolsó 1889-ben szűnt meg. Toompea 1878-ban egyesült az alsóváros Tallinnal, de 1944-ig megtartotta saját polgári törvénykönyvét.
A többször átépített Toompea vár, amely eredetileg a kormányzó palotáját, a középkori erődöt és a parlament épületét foglalta magába, ma az észt parlament székhelye. A kormányzói palota klasszicista stílusú homlokzata a Vár térre (Lossi plats) néz, ahol 1900-ban befejezett orosz ortodox Alekszandr Nyevszkij-katedrális áll. Toompea nevezetes épületei közé tartozik még a kormánynak helyet adó Stenbock-ház, az evangélikus dóm, amelyről elnevezték a Dómhegyet és az Észt Tudományos Akadémia épülete (korábban a balti német kulturális önkormányzat székhelye).

## Fordítás
- Ez a szócikk részben vagy egészben  a   Toompea című angol Wikipédia-szócikk ezen változatának fordításán alapul.  Az eredeti cikk szerkesztőit annak laptörténete sorolja fel. Ez a jelzés csupán a megfogalmazás eredetét és a szerzői jogokat jelzi, nem szolgál a cikkben szereplő információk forrásmegjelöléseként.